# Gorenje Vrhpolje
Gorenje Vrhpolje – wieś w Słowenii, w gminie Šentjernej. W 2018 roku liczyła 341 mieszkańców.